# Liste der Biografien/Steina
Liste der Biografien |
Portal Biografien |
Personensuche
# |
A |
B |
C |
D |
E |
F |
G |
H |
I |
J |
K |
L |
M |
N |
O |
P |
Q |
R |
S |
T |
U |
V |
W |
X |
Y |
Z |
?
 
Sa |
Sb |
Sc |
Sd |
Se |
Sf |
Sg |
Sh |
Si |
Sj |
Sk |
Sl |
Sm |
Sn |
So |
Sp |
Sq |
Sr |
Ss |
St |
Su |
Sv |
Sw |
Sy |
Sz
 
Sta |
Ste |
Sth |
Sti |
Stj |
Stl |
Sto |
Str |
Sts |
Stt |
Stu |
Stv |
Stw |
Sty
 
Stea |
Steb |
Stec |
Sted |
Stee |
Stef |
Steg |
Steh |
Stei |
Stej |
Stek |
Stel |
Stem |
Sten |
Steo |
Step |
Ster |
Stes |
Stet |
Steu |
Stev |
Stew |
Stey |
Stez
 
Steib |
Steic |
Steid |
Steie |
Steif |
Steig |
Steij |
Steik |
Steil |
Steim |
Stein |
Steio |
Steir |
Steis |
Steit |
Steiw |
Steix
 
Steina |
Steinb |
Steinc |
Steind |
Steine |
Steinf |
Steing |
Steinh |
Steini |
Steink |
Steinl |
Steinm |
Steinn |
Steino |
Steinp |
Steinr |
Steins |
Steint |
Steinu |
Steinv |
Steinw
Die Liste der Biografien führt alle Personen auf, die in der deutschsprachigen Wikipedia einen Artikel haben. Dieses ist eine Teilliste mit 57 Einträgen von Personen, deren Namen mit den Buchstaben „Steina“ beginnt.

## Steina

### Steinac
- Steinach, Eugen (1861–1944), österreichischer Physiologe und Pionier der SexualforschungEugen Steinach (1861–1944)

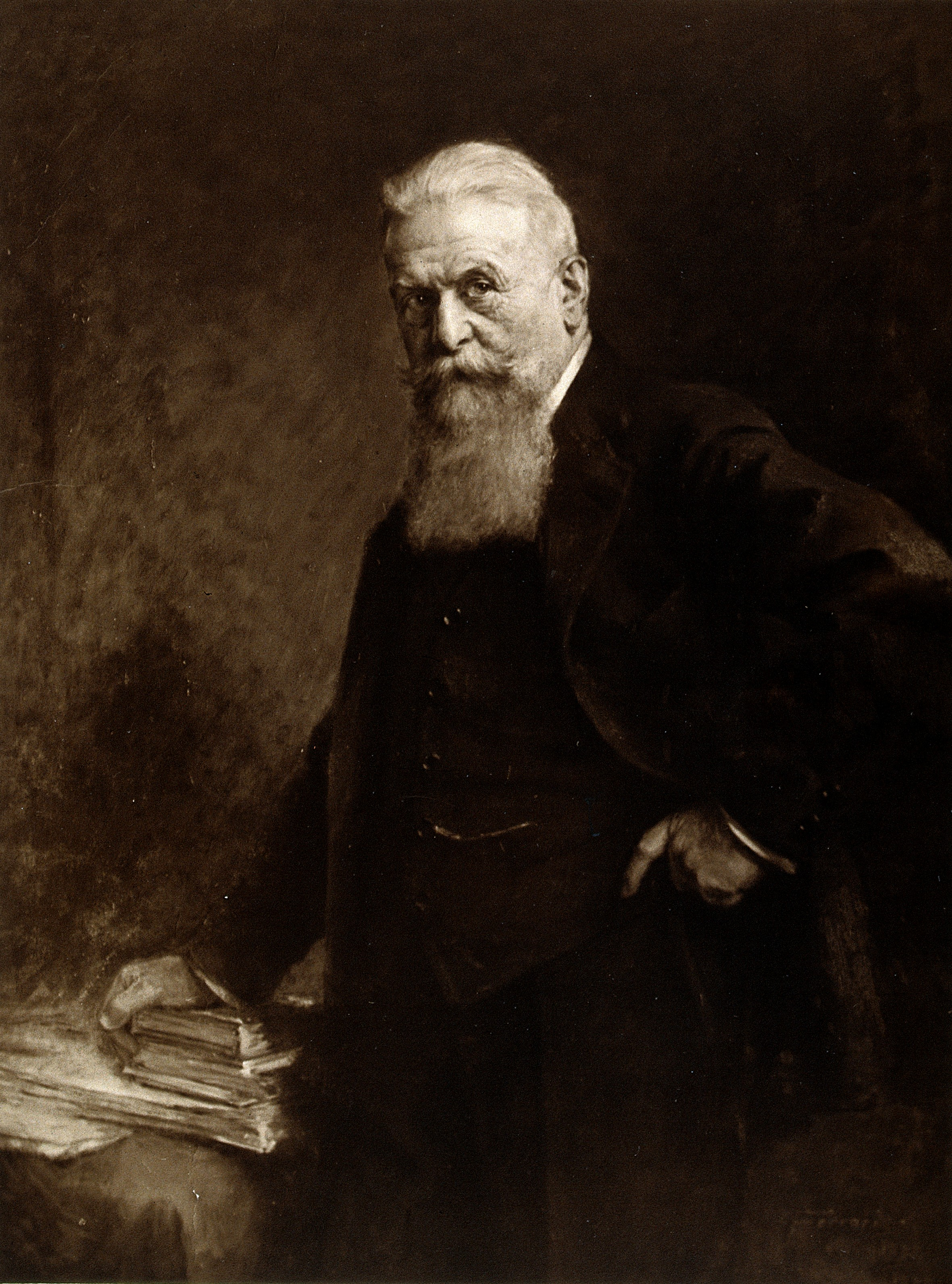
Eugen Steinach (1861–1944)

- Steinacher, Edith, österreichische Schauspielerin
- Steinacher, Gerald (* 1970), österreichischer Zeithistoriker
- Steinacher, Hans (1892–1971), Kärntner Abwehrkämpfer, deutschnationaler Volkstumspolitiker
- Steinacher, Hans-Peter (* 1968), österreichischer Segler und Olympiasieger
- Steinacher, Roland (* 1972), österreichischer Althistoriker
- Steinacher, Sonja (* 1975), italienische Naturbahnrodlerin
- Steinacker, Carl (1785–1814), deutscher Komponist, Opernkomponist und Kapellmeister
- Steinacker, Edmund (1839–1929), deutsch-ungarischer Publizist und Politiker
- Steinacker, Eduard (1839–1893), deutscher Lehrer und Autor
- Steinacker, Erich, deutscher NS-Funktionär
- Steinacker, Ernst (1919–2008), deutscher Bildhauer
- Steinacker, Fritz (1921–2016), deutscher Strafverteidiger
- Steinacker, Gudrun (* 1951), deutsche Diplomatin im Ruhestand
- Steinacker, Günther (1926–2011), deutscher evangelischer Theologe und Seelsorger
- Steinacker, Gustav (1809–1877), Lehrer, Theologe, Pfarrer und Übersetzer aus dem Ungarischen
- Steinacker, Hans (1932–2021), deutscher Publizist
- Steinacker, Harold (1875–1965), deutscher Historiker ungarischer Herkunft
- Steinacker, Heinrich Friedrich Karl (1801–1847), deutscher Jurist und politischer Schriftsteller
- Steinacker, Hermann (1870–1944), deutscher Anarchist und Widerstandskämpfer
- Steinäcker, Hermann von (1819–1846), deutscher Historien- und Genremaler der Düsseldorfer Schule
- Steinacker, Jürgen (* 1955), deutscher Sportmediziner und Ruderer
- Steinacker, Karl (1872–1944), deutscher Kunsthistoriker, Museumsleiter in Braunschweig
- Steinacker, Léa (* 1989), deutsche Sozialwissenschaftlerin, Bildungsunternehmerin, PublizistinLéa Steinacker (* 1989)

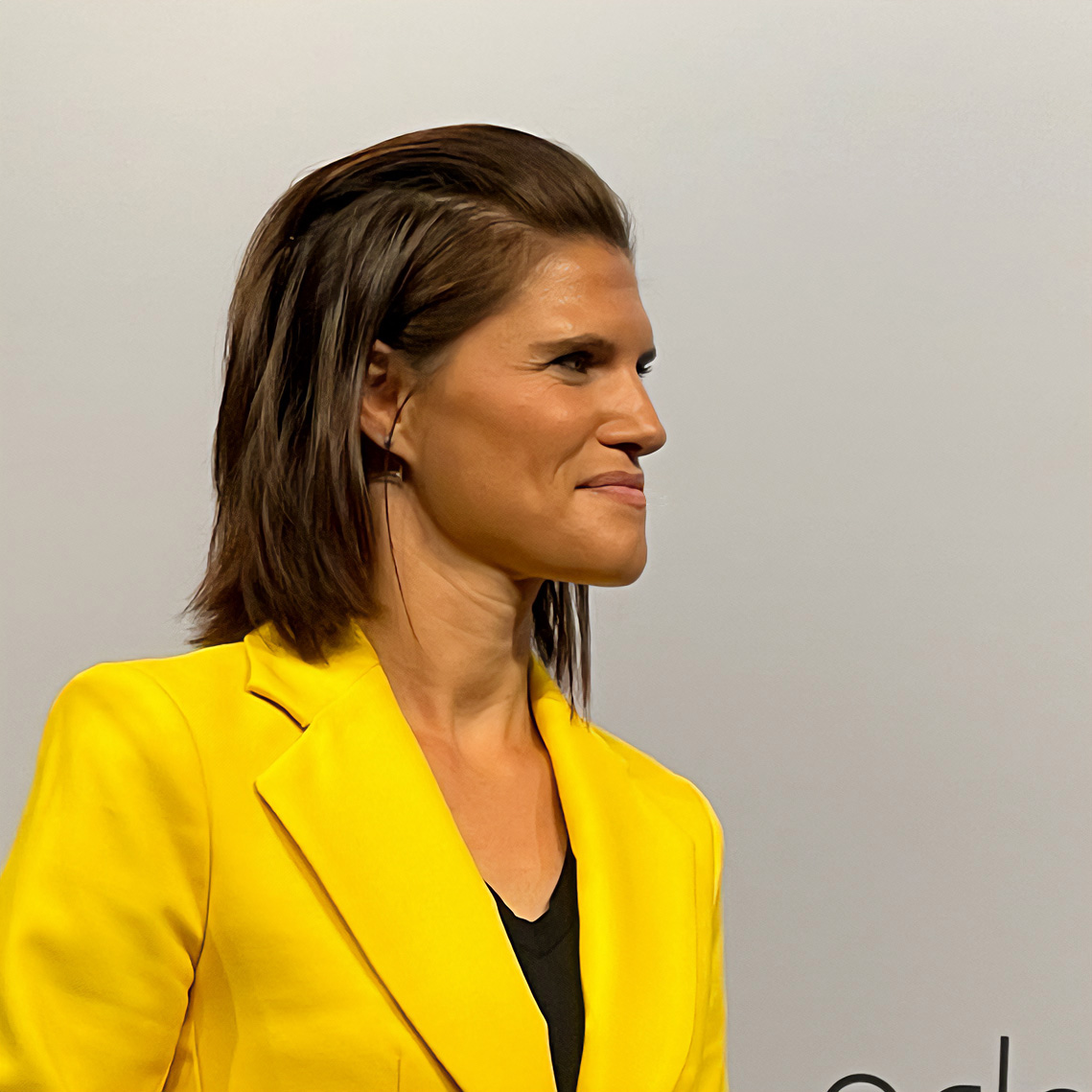
Léa Steinacker (* 1989)

- Steinacker, Marike (* 1992), deutsche Leichtathletin
- Steinacker, Michaela (* 1962), österreichische Politikerin (ÖVP), Abgeordnete zum Nationalrat
- Steinacker, Peter (1943–2015), deutscher evangelischer Theologe
- Steinacker, Philipp († 1613), deutscher Rechtswissenschaftler
- Steinacker, Reinhold (* 1949), österreichischer Meteorologe
- Steinacker, Roland (1870–1962), deutscher Politiker (Karpatendeutsche Partei)
- Steinäcker, Walter von (1883–1956), deutscher Jurist und Nationalsozialist
- Steinacker, Wilhelm Ferdinand (1792–1864), deutscher Rechtswissenschaftler

### Steinae
- Steinaecker, Eduard von (1818–1896), preußischer General der Infanterie
- Steinaecker, Franz von (1750–1832), preußischer Landrat
- Steinaecker, Franz von (1817–1852), deutscher Verwaltungsbeamter
- Steinaecker, Friedrich von (1781–1851), preußischer General der Infanterie
- Steinaecker, Fritz von (1849–1918), deutscher Rittergutsbesitzer und Politiker, MdR
- Steinaecker, Günter Freiherr von (* 1938), deutscher Jurist und Generalstabsoffizier
- Steinaecker, Hans-Joachim von (1887–1945), deutscher Offizier der Wehrmacht und Widerstandskämpfer
- Steinaecker, Heinrich Bruno von (1788–1861), preußischer Generalmajor
- Steinaecker, Heinrich von (1850–1926), preußischer Generalleutnant und Politiker (Zentrum)
- Steinaecker, Karl von (1778–1854), preußischer Landrat
- Steinaecker, Karl von (1809–1893), preußischer Rittergutsbesitzer und Politiker, MdH
- Steinaecker, Philipp von (* 1972), deutscher Cellist und Dirigent
- Steinaecker, Thomas von (* 1977), deutscher SchriftstellerThomas von Steinaecker (* 1977)

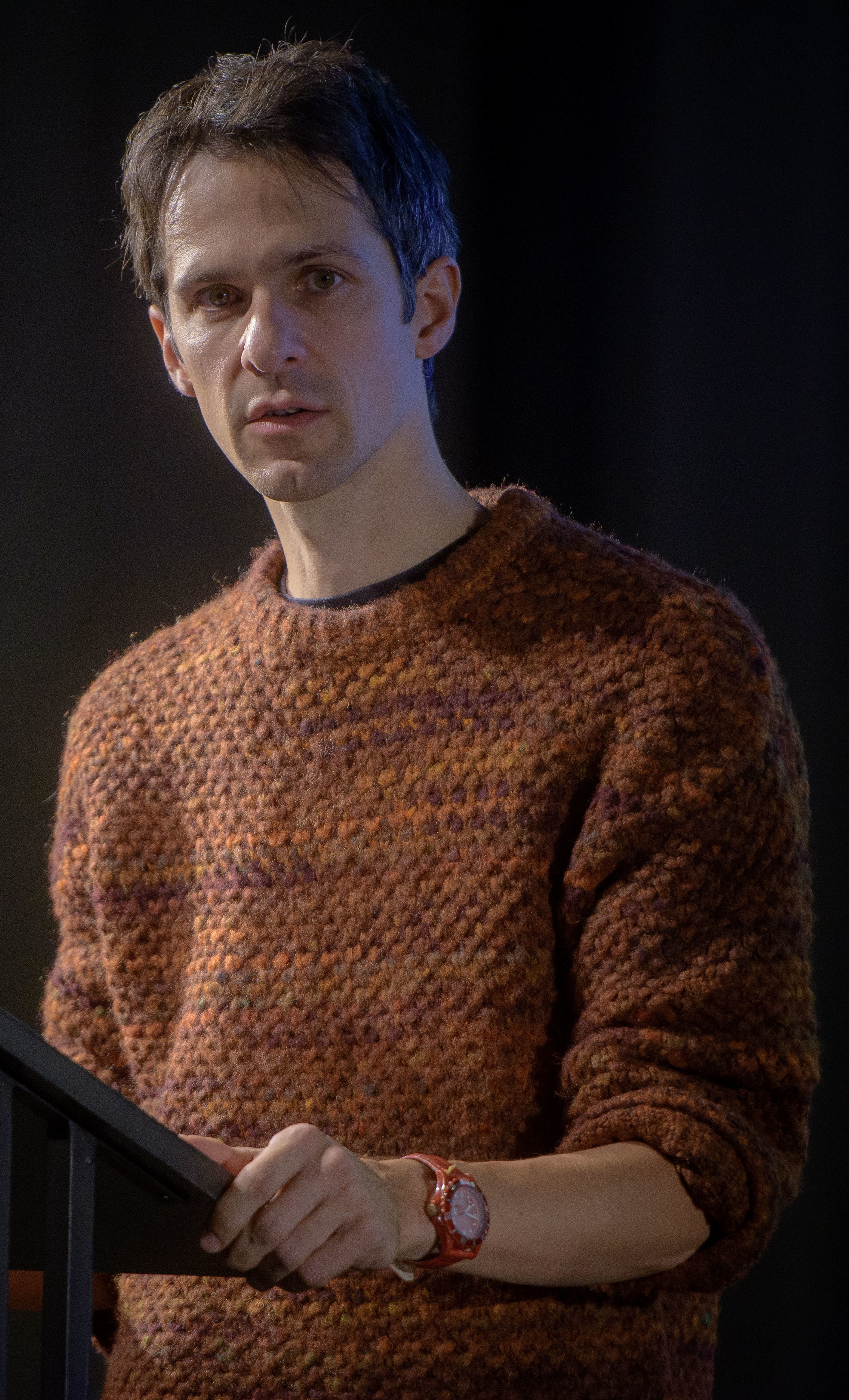
Thomas von Steinaecker (* 1977)

### Steinar
- Steinar Grettisson (* 1988), isländischer Eishockeyspieler
- Steinar, Theodor (1847–1919), deutscher Theaterschauspieler und -regisseur

### Steinau
- Steinau, Adam Heinrich von († 1712), sächsisch-polnischer Feldmarschall
- Steinau, Hans-Ulrich (1946–2025), deutscher plastischer Chirurg
- Steinau-Steinrück, Günther von (1881–1942), Landrat, Mitglied des Provinziallandtages der Provinz Hessen-Nassau
- Steinau-Steinrück, Paul von (1850–1897), deutscher Oberregierungsrat und Politiker, MdR
- Steinauer, Bernhard, deutscher Verkehrswissenschaftler
- Steinauer, Christian Wilhelm (1741–1826), Kaufmann
- Steinauer, Eduard (1844–1883), deutscher Mediziner und Pharmakologe
- Steinauer, Johann Christian († 1748), Kaufmann, Juwelier und Goldfabrikant
- Steinauer, Marco (* 1976), Schweizer Skispringer
- Steinauer, Paul-Henri (1948–2021), Schweizer Rechtswissenschaftler